# Rayjon Tucker
Rayjon Tucker (Charlotte, 24 settembre 1997) è un cestista statunitense.

## Statistiche

### NCAA
| Anno      | Squadra             | PG | PT | MP   | TC%  | 3P%  | TL%  | RP  | AP  | PRP | SP  | PP   |
| --------- | ------------------- | -- | -- | ---- | ---- | ---- | ---- | --- | --- | --- | --- | ---- |
| 2015-2016 | FGCU Eagles         | 35 | 1  | 18,5 | 54,5 | 35,9 | 71,4 | 3,0 | 0,8 | 0,6 | 0,2 | 6,2  |
| 2016-2017 | FGCU Eagles         | 33 | 6  | 18,8 | 50,9 | 45,3 | 75,3 | 2,9 | 1,0 | 0,4 | 0,3 | 7,7  |
| 2018-2019 | Little Rock Trojans | 30 | 30 | 36,6 | 49,1 | 41,1 | 77,7 | 6,7 | 1,8 | 1,1 | 0,4 | 20,3 |
| Carriera  | Carriera            | 98 | 37 | 24,2 | 50,5 | 41,4 | 75,6 | 4,1 | 1,2 | 0,7 | 0,3 | 11,0 |

#### Massimi in carriera
- Massimo di punti: 36 vs Louisiana (5 gennaio 2019)[1]
- Massimo di rimbalzi: 14 vs Georgetown (22 dicembre 2018)
- Massimo di assist: 4 (8 volte)
- Massimo di palle rubate: 4 vs Arkansas State (2 febbraio 2019)
- Massimo di stoppate: 2 (3 volte)
- Massimo di minuti giocati: 40 (7 volte)

### NBA

#### Regular season
| Anno      | Squadra            | PG | PT | MP   | TC%  | 3P%  | TL%  | RP  | AP  | PRP | SP  | PP  |
| --------- | ------------------ | -- | -- | ---- | ---- | ---- | ---- | --- | --- | --- | --- | --- |
| 2019-2020 | Utah Jazz          | 20 | 0  | 8,1  | 46,5 | 17,6 | 82,6 | 1,0 | 0,3 | 0,1 | 0,1 | 3,1 |
| 2020-2021 | Philadelphia 76ers | 14 | 0  | 4,9  | 50,0 | 28,6 | 73,7 | 0,8 | 0,4 | 0,1 | 0,0 | 2,4 |
| 2021-2022 | Denver Nuggets     | 3  | 0  | 9,7  | 50,0 | 50,0 | 75,0 | 1,3 | 1,3 | 0,3 | 0,0 | 2,0 |
| 2021-2022 | Milwaukee Bucks    | 2  | 0  | 21,0 | 71,4 | 100  | 66,7 | 2,0 | 3,0 | 1,5 | 0,0 | 7,5 |
| Carriera  | Carriera           | 39 | 0  | 7,7  | 50,0 | 31,0 | 77,6 | 1,0 | 0,5 | 0,2 | 0,0 | 3,0 |

#### Play-off
| Anno     | Squadra            | PG | PT | MP  | TC%  | 3P%  | TL%  | RP  | AP  | PRP | SP  | PP  |
| -------- | ------------------ | -- | -- | --- | ---- | ---- | ---- | --- | --- | --- | --- | --- |
| 2020     | Utah Jazz          | 2  | 0  | 5,5 | 40,0 | 33,3 | -    | 0,0 | 0,0 | 0,0 | 0,0 | 2,5 |
| 2021     | Philadelphia 76ers | 1  | 0  | 2,0 | -    | -    | 50,0 | 0,0 | 0,0 | 0,0 | 0,0 | 1,0 |
| 2022     | Milwaukee Bucks    | 8  | 0  | 2,4 | 33,3 | 0,0  | -    | 0,4 | 0,0 | 0,0 | 0,0 | 0,3 |
| Carriera | Carriera           | 11 | 0  | 2,9 | 37,5 | 25,0 | 50,0 | 0,3 | 0,0 | 0,0 | 0,0 | 0,7 |

#### Massimi in carriera
- Massimo di punti: 18 vs San Antonio Spurs (13 agosto 2020)[2]
- Massimo di rimbalzi: 4 (2 volte)
- Massimo di assist: 4 vs Cleveland Cavaliers (10 aprile 2022)
- Massimo di palle rubate: 2 vs Cleveland Cavaliers (10 aprile 2022)
- Massimo di stoppate: 1 vs Dallas Mavericks (10 agosto 2020)
- Massimo di minuti giocati: 39 vs Cleveland Cavaliers (10 aprile 2022)

### G League
| Anno      | Squadra         | PG | PT | MP   | TC%  | 3P%  | TL%  | RP  | AP  | PRP | SP  | PP   |
| --------- | --------------- | -- | -- | ---- | ---- | ---- | ---- | --- | --- | --- | --- | ---- |
| 2019-2020 | Wisconsin Herd  | 16 | 16 | 33,8 | 49,2 | 38,6 | 69,0 | 4,6 | 2,8 | 0,9 | 0,3 | 23,8 |
| 2019-2020 | S.L.C. Stars    | 3  | 3  | 31,4 | 36,7 | 23,8 | 85,7 | 5,7 | 1,0 | 1,7 | 0,3 | 20,3 |
| 2020-2021 | Del. Blue Coats | 15 | 15 | 33,0 | 43,0 | 30,3 | 82,8 | 4,7 | 4,1 | 1,2 | 0,4 | 19,4 |
| 2021-2022 | Wisconsin Herd  | 40 | 39 | 32,9 | 50,3 | 32,7 | 72,3 | 6,6 | 3,5 | 1,3 | 0,2 | 19,8 |
| Carriera  | Carriera        | 74 | 73 | 33,1 | 47,9 | 33,1 | 74,1 | 5,7 | 3,4 | 1,2 | 0,2 | 20,6 |

### LBA

#### Regular Season
| Anno      | Squadra        | PG | PT | MP   | TC%  | 3P%  | TL%  | RP  | AP  | PRP | SP  | PP   |
| --------- | -------------- | -- | -- | ---- | ---- | ---- | ---- | --- | --- | --- | --- | ---- |
| 2023-2024 | Reyer Venezia  | 29 | 29 | 27,5 | 48,7 | 36,9 | 78,1 | 4,2 | 2,1 | 1,1 | 0,1 | 14,7 |
| 2024-2025 | Virtus Bologna | 21 | 21 | 12,6 | 34,7 | 29,3 | 78,9 | 1,7 | 0,9 | 0,7 | 0,0 | 5,3  |
| Carriera  | Carriera       | 50 | 50 | 21,2 | 44,8 | 34,7 | 78,3 | 3,2 | 1,6 | 0,9 | 0,1 | 10,8 |

#### Playoffs
| Anno     | Squadra       | PG | PT | MP   | TC%  | 3P%  | TL%  | RP  | AP  | PRP | SP  | PP   |
| -------- | ------------- | -- | -- | ---- | ---- | ---- | ---- | --- | --- | --- | --- | ---- |
| 2024     | Reyer Venezia | 9  | 9  | 29,4 | 51,4 | 28,0 | 61,7 | 4,2 | 1,7 | 1,0 | 0,1 | 12,4 |
| Carriera | Carriera      | 9  | 9  | 29,4 | 51,4 | 28,0 | 61,7 | 4,2 | 1,7 | 1,0 | 0,1 | 12,4 |